# زندانی عشق (فیلم)
زندانی عشق (به هندی: Prem Qaidi) فیلمی محصول سال ۱۹۹۱ و به کارگردانی کی. مورالی موهان رائو است. در این فیلم بازیگرانی همچون بهارات بوشان، کاریسما کاپور، هریش کومار، پارش راوال، دالیپ تاهیل، آنجانا ممتاز، آسرانی ایفای نقش کرده‌اند.